# Internacionalização e tradução

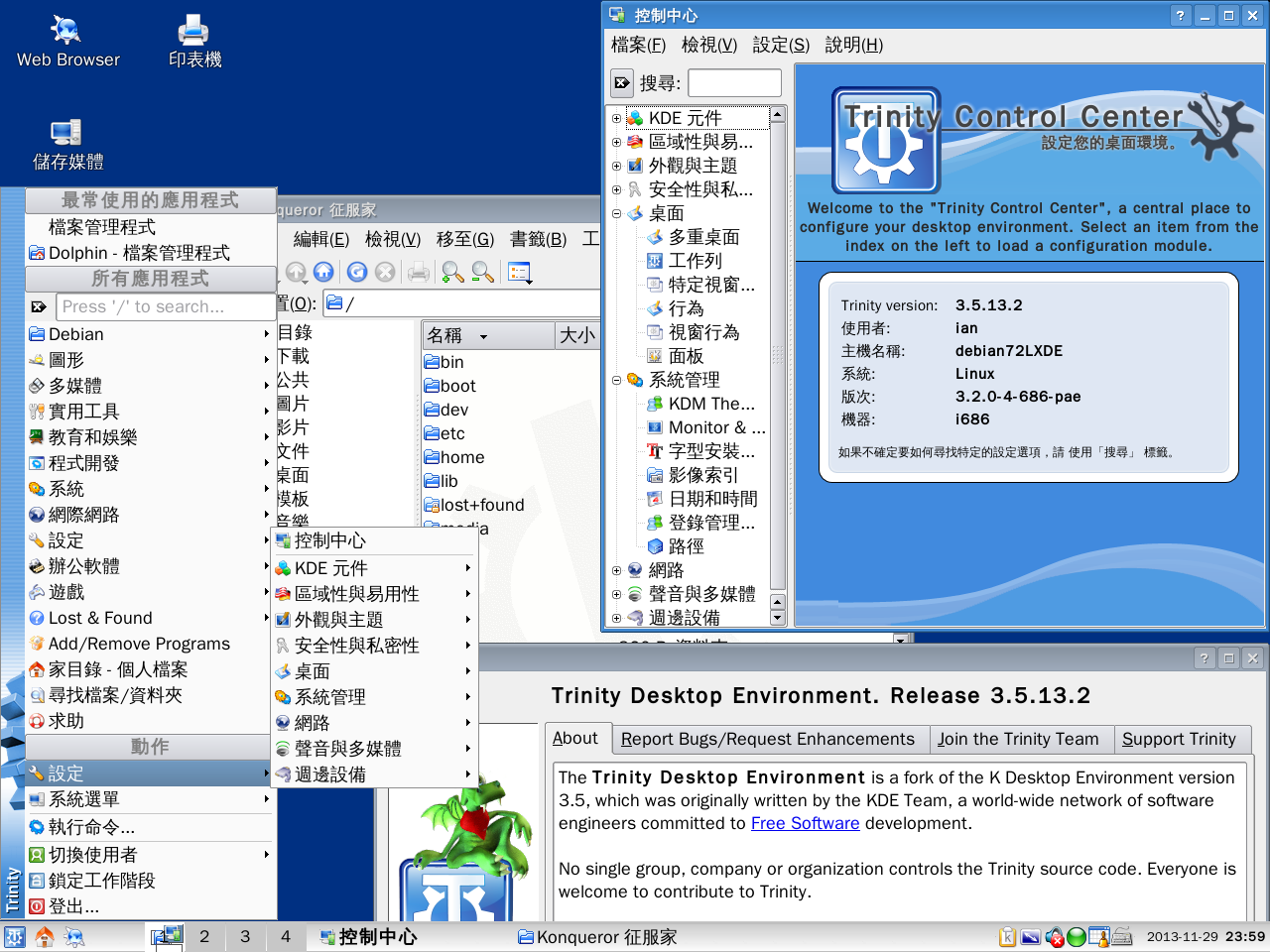
Captura de tela dos programas de software TDE localizados principalmente em chinês (tradicional).

Em computação, internacionalização ou tradução - também denominada de "localização" - é um meio de adaptar um software de computador para diferentes idiomas, peculiaridades regionais e requisitos técnicos de um idioma de destino.
A internacionalização é o processo de projetar uma aplicação de ''software'' para que este possa ser adaptado a vários idiomas e regiões sem alterações de engenharia. A tradução é o processo de adaptação de software internacionalizado para uma região ou idioma específico, traduzindo o texto e adicionando componentes específicos de idioma. A tradução (que é potencialmente executada várias vezes, para diferentes idiomas) utiliza a infraestrutura ou a flexibilidade fornecida pela internacionalização (que é idealmente executada apenas uma vez antes da tradução ou como parte integrante do desenvolvimento contínuo).